# Coliseo Evangelista Mora
El coliseo Evangelista Mora es uno de los escenarios que conforma la Unidad Deportiva San Fernando, en la ciudad de Cali, Colombia. Fue construido para albergar algunas de las actividades de los  Juegos Nacionales 1954. Actualmente cuenta con capacidad para albergar a 3340 espectadores. En este escenario se efectúan principalmente compromisos deportivos de baloncesto, voleibol, tenis de mesa, futsal, entre otros.
Se encuentra ubicado al costado sur del estadio Olímpico Pascual Guerrero, en él se disputan los encuentros de local por parte de Toros del Valle que disputan la Liga Profesional de Baloncesto, al igual que los encuentros de Cali Juniors en la  Copa de Microfútbol Femenina.